# P.D. Bast
Paul Danchel Bast (født 28. juli 1747 i Horslunde på Lolland, død 5. september 1803 i København) var en dansk præst.
Efter at være dimitteret fra Nakskov Skole 1767 lå han i længere tid på Borchs Kollegium og var en nøje universitetsven af Johannes Ewald. I 1778 tog han attestats; men gejstlig virksomhed lå endnu fjærnt fra hans tanker. Han beskæftigede sig mere med de skønne videnskaber og dyrkede det engelske sprog, hvad der i hin tid var temmelig sjældent her hjemme. Af det mislykkede Almindelig dansk Bibliothek, den blå bog, en slags forløber for Minerva, var han medudgiver (1778-80) og hørte her til tidens uheldige versemagere, der ville fremelske balladepoesien på ny. I 1782 udkom Poetiske Forsøg, hvor han også forsøgte sig i at skrive epigrammer. Den i sin tid yndede drikkevise Kommer, Venner, tager Sæde er af Bast. Men alvorligere studier var dog ikke fremmede for ham. Tidligere end Bastholm har han syslet med stoikerne (Stoikernes Tanker over Skæbnen og Forsynet, 1782), og før han blev præst, udgav han efter Herveysk mønster åndelige taler og betragtninger over Guds almagt (1780), hvor den hule pathos, som senere fulgte ham som prædikant, allerede lagde sig for dagen. Sin præstegerning begyndte han i Næstved 1782; fik et par år efter professortitel; forflyttedes 1787 til Søllerød og blev 1788 sognepræst ved Vor Frue Kirke i København og stiftsprovst. I dette embede virkede han til sin død. Dagen i forvejen prædikede han, men ramt af et apoplektisk tilfælde måtte han bæres ned af prædikestolen. Han havde et smukt og temmelig imponerende ydre, men tillige noget forfængeligt og affekteret i hele sin optræden, hvad der gav stof til adskillige pudsige fortællinger om ham.